# Хацудай (станция)
Станция Хацудай (яп. 初台駅 хацудай эки) — железнодорожная станция на Новой Линии Кэйо, расположенная в районе Сибуя.
Хацудай ближайшая станция с комплексу Tokyo Opera City и к театру New National Theatre. В зоне станции так же действуют несколько автобусных линий.
В окрестностях станции расположены офисы таких корпораций как: Lotte, Casio и NTT Eastern Japan, школа Kanto International Senior High School, представительство российского информационного агентства ИТАР-ТАСС.

## Планировка станции
| 1 | ■ Новая Линия Кэйо | Сасадзука ・(Линия Кэйо) Мэйдаймаэ ・ Тёфу ・ Хасимото    |
| 2 | ■ Новая Линия Кэйо | Синдзюку ・(Линия Синдзюку) Итигая ・ Одзима ・ Мотоявата |

## Близлежащие станции
| «        |          | Линия                               |         | »       |
| -------- | -------- | ----------------------------------- | ------- | ------- |
| Синдзюку |          | Новая Линия Кэйо                    |         | Хатагая |
| Синдзюку | Синдзюку | Rapid (скорый)                      | Хатагая | Хатагая |
| Синдзюку | Синдзюку | Commuter Rapid (скорый пригородный) | Хатагая | Хатагая |
| Синдзюку | Синдзюку | Express (экспресс)                  | Хатагая | Хатагая |